# 9372 Vamlingbo
A 9372 Vamlingbo (ideiglenes jelöléssel 1993 FK37) a Naprendszer kisbolygóövében található aszteroida. Az UESAC program keretében fedezték fel 1993. március 19-én.